# Liste von Sehenswürdigkeiten in Taschkent
Dies ist eine Liste von Sehenswürdigkeiten in Taschkent. 

## Religiöse Bauwerke
- Abdul-Kasim-Medresse
- Dschuma-Moschee
- Evangelisch-Lutherische Kirche
- Kaffal-Schaschi-Mausoleum
- Halfo-Bobo-Mausoleum
- Saineddin-Baba-Mausoleum
- Qaldirghochbiy-Mausoleum
- Scheich Hovendi at-Tahur (Scheihantaur)
- Unus-Chan-Mausoleum
- Sangi-Ata-Komplex

## Denkmäler
- Reiterstatue des Eroberers Timur, der in Usbekistan nur Amir Timur genannt wird
- Denkmal des Erdbebens von 1966

## Museen
- Amir-Timur-Museum
- Nationalhistorisches Museum (Usbekistan)
- Museum der angewandten Kunst Taschkent
- Staatliche Kunsthalle Taschkent
- Romanow-Palast
- Eisenbahnmuseum Taschkent

## Theater
- Navoi-Theater

## Parks
- Amir-Timur-Park
- Navoiy-Park
- Zoo Taschkent
- Aquapark Taschkent
- Japanischer Garten Taschkent

## Sonstige Sehenswürdigkeiten
- Metro Taschkent
- Fernsehturm Taschkent